# Advokatsamfundet
Det Danske Advokatsamfund, også kaldet Advokatsamfundet, er en organisation der består af alle ca. 7.000 advokater i Danmark. Alle advokater i Danmark skal ifølge retsplejeloven være medlem af Advokatsamfundet.
Advokatsamfundet fører tilsyn med advokaterne og sikrer, at kunderne bliver behandlet ordentligt. Desuden sikrer Advokatsamfundet advokaternes faglige kvalitet ved at stå for advokaternes grunduddannelse, eksamen og den praktiske prøve i forbindelse med at blive advokat.
Advokatsamfundet har således både forpligtelser i forhold til advokatstanden og samfundet som helhed, men organisationen er ikke en traditionel brancheorganisation. Advokatvirksomhedernes har en (frivillig) brancheorganisation: Danske Advokater. Advokatsamfundet ser det som sin opgave at stå vagt om retssikkerheden og deltager i den offentlige debat om retssikkerhedsmæssige spørgsmål. I forhold til advokatstanden værner Advokatsamfundet om advokaternes integritet og uafhængighed. Det handler f.eks. om, at advokaternes kunder skal have fuld tillid til advokaten som en fortrolig rådgiver. Advokatsamfundet fører tilsyn med advokaterne og sikrer, at kunderne bliver behandlet ordentligt. Desuden sikrer Advokatsamfundet advokaternes faglige kvalitet ved at stå for advokaternes grunduddannelse, eksamen og den praktiske prøve i forbindelse med at blive advokat.

## Advokatrådet
Advokatsamfundet ledes af en bestyrelse, der kaldes Advokatrådet, som består af 15 medlemmer. Formanden vælges af alle praktiserende advokater for en fire-årig periode med mulighed for at forlænge perioden med to år mere. Resten af bestyrelsen vælges i de 8 advokatkredse, som landet er delt op i.

### Formænd for Advokatrådet
Denne liste er ufuldstændig; hjælp gerne med at udfylde den.
1991–1995 : Jan Erlund.
1995–1999 : Steffen Juul.
1999–2003 : Jon Stokholm.
2003–2009 : Sys Rovsing.
2009–2015 : Søren Jenstrup.
2015–2021 : Peter Fogh.
2021- : Martin Lavesen.